# Hubertusquelle (Blankenburg)
Koordinaten: 51° 48′ 34″ N, 10° 54′ 48,8″ O
Die Hubertusquelle ist eine gefasste Quelle unweit des Klosters Michaelstein und gehört zur Stadt Blankenburg (Harz).

## Lage
Die Quelle befindet sich im Klostergrund beim Kloster Michaelstein an einem Feldweg, der Teil des Harzer Klosterweges ist und in das Tal des Teufelsbaches führt. Die Umgebung der Quelle ist mit Ruhebänken als Rastplatz gestaltet, von dem sich ein Blick über den Blankenburger Ortsteil Oesig bis zum Schloss Blankenburg und die Wilhelm-Raabe-Warte bietet.